# Вятиккя
Вя́тиккя (фин. Vätikkä) — посёлок в составе Куркиёкского сельского поселения Лахденпохского района Республики Карелия.

## География
Расположен на берегу залива Кюллияйсенлахти в северо-западной части Ладожского озера.

К посёлку подходят дороги местного значения 86К-114 («Терву — Вятиккя») и 86К-98 («Пелтола — Вятиккя»). 
До районного центра Лахденпохья — 40 км.

## История
В древности на некоторых островах в окрестностях посёлка Вятиккя были монастырские скиты. В народе монахов называли «святиками». В шведской поземельной книге 1637 года встречается имя такого «святика» — Домка Самуйлов. Позже за поселением закрепилось название Святика, по-фински — Vätikkä или Wätikkä.

## Население
| 2002 | 2009 | 2010 | 2013 |
| ---- | ---- | ---- | ---- |
| 19   | ↘6   | ↗17  | ↘15  |

## Улицы
- улица Гардымова (Gardymovinkatu)
- Новая улица (Uusikatu)
- Приладожская улица (Laatokkanrannankatu)